# Willa Marii Lewalskiej w Krakowie
Willa Marii Lewalskiej – zabytkowy budynek znajdujący się w Krakowie, w dzielnicy I Stare Miasto przy ul. Krupniczej 42, na Piasku.
Zbudowany w latach 1923–1924 w stylu historycznym. Zaprojektowany przez Ludwika Wojtyczkę, ale Izydor Goldberg dokonał poprawek w projekcie elewacji domu.
Willa jest zbudowana z cegły, na planie prostokąta, przekryta mansardowym dachem.
Jest siedzibą Austriackiego Konsulatu Generalnego. W latach 2013–2020 budynek był remontowany. 

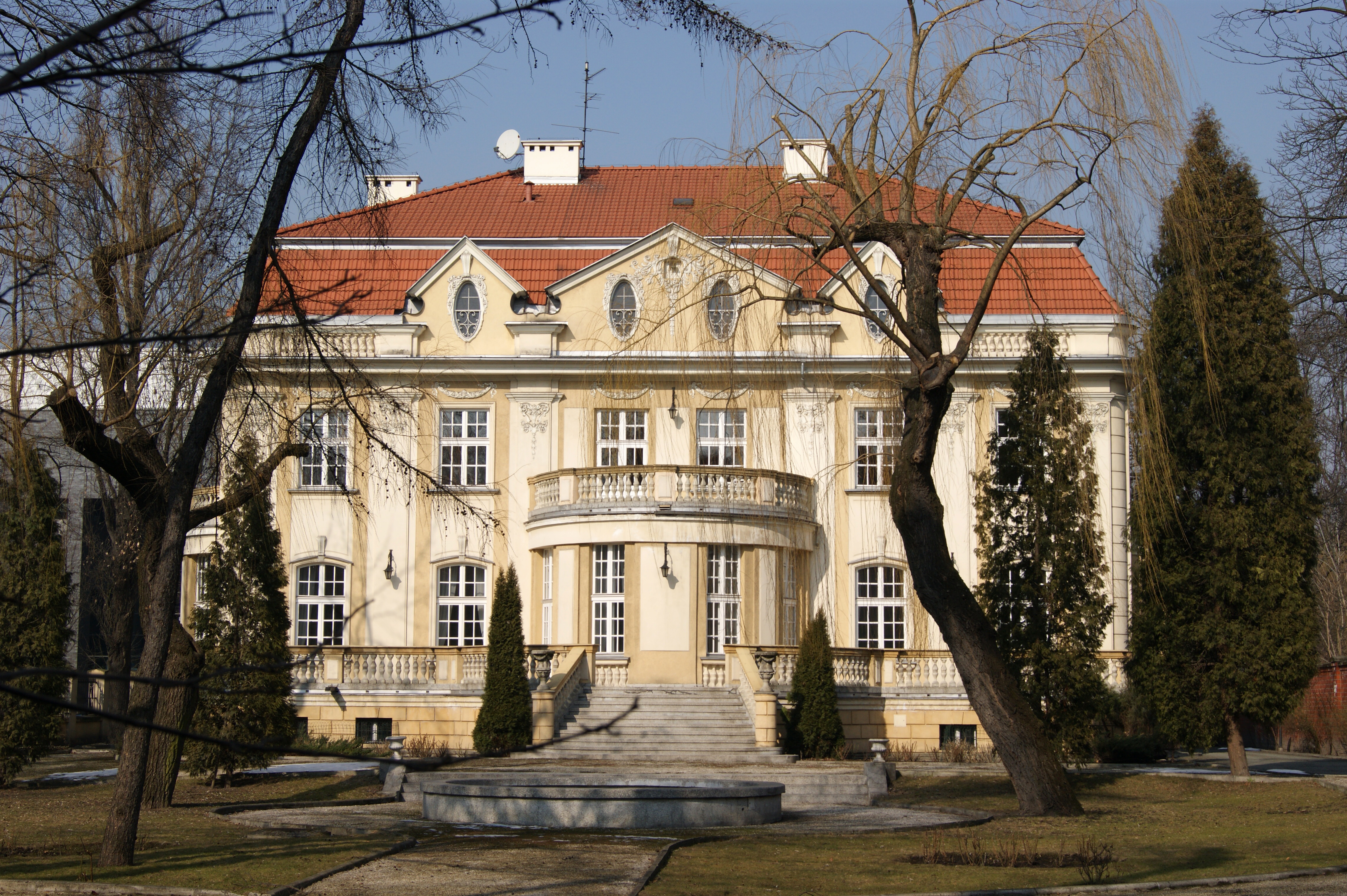
Widok od ogrodu
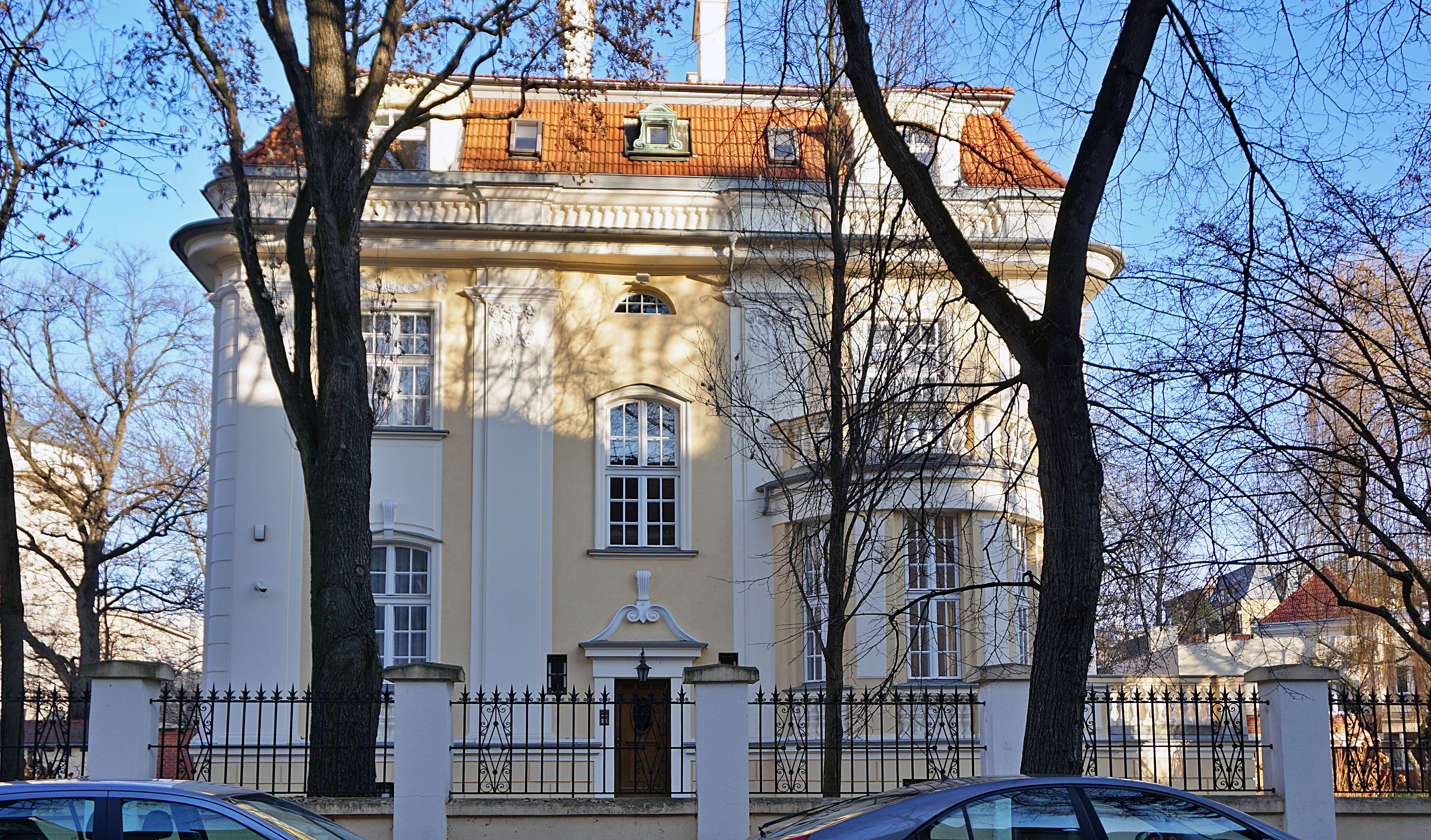
Widok z zachodu (od ulicy Wenecja)